# 本丘日内
48°6′47″N 36°6′49″E / 48.11306°N 36.11361°E

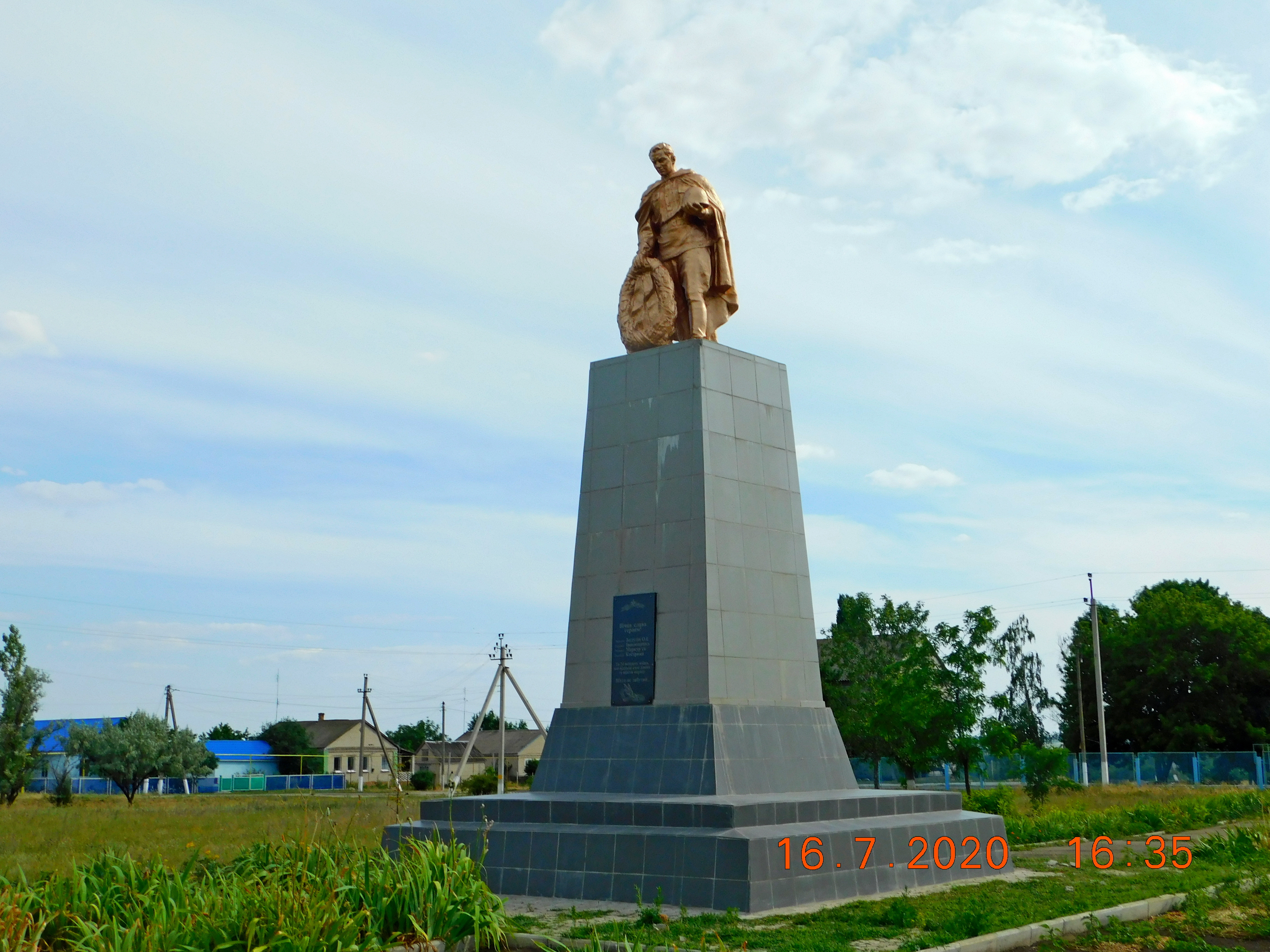
纪念碑

本丘日内（烏克蘭語：Бунчужне），2024年9月前名为赫里霍里夫卡（烏克蘭語：Григорівка），是烏克蘭中部第聶伯羅彼得羅夫斯克州錫內利尼科韋區瓦西里基夫卡市鎮的村落。處於沃夫恰河右岸，始建於十九世紀，面積4.06平方公里，海拔高度80米，2001年人口1,033。
2024年9月19日，乌克兰最高拉达将此村的名字改为本丘日内。